# Siekierowo
Siekierowo – jezioro położone na zachód od Suwałk i na północ od Bakałarzewa, gmina Bakałarzewo, powiat suwalski, województwo podlaskie.

## Charakterystyka
Jest to jezioro bezodpływowe. Otoczone jest wzniesieniami, które porasta las iglasty. Brzegi zachodnie ma wyniosłe, przeciwległe niskie, dno o piaszczystym podłożu, wodę czystą, kształt rynny o położeniu południkowym.
U południowo-zachodniego krańca akwenu znajduje się niewielka, zadrzewiona wysepka, od strony północnego brzegu rozlokowana jest leśniczówka Dąbrówki, określana też mianem Matłak.

## Dane morfometryczne
- powierzchnia: 0,25 km²
- średnia głębokość: 7 m
- maksymalna głębokość: 19,1 m
- długość: 1300 m
- szerokość: od 175 do 225 m w północnej części
- leży na wysokości 166,2 m n.p.m.